# Риэниоя
Лёютёоя (фин. Löytöoja), в среднем течении Риэниоя (фин. Rienioja), в верхнем течении Пальяккаоя (фин. Paljakkaoja) — река в России, протекает в Карелии.
Исток — восточнее озера Хияярви, в Сортавальском районе. Примерно в двух километрах от истока пересекает границу Питкярантского района, и далее протекает по его территории. Устье реки находится в 16 км по правому берегу реки Янисйоки. Длина реки составляет 14 км.
- В 0,8 км от устья, по правому берегу реки впадает река Кюльмяоя.
- Майкъоя — правый приток.

## Данные водного реестра
По данным государственного водного реестра России относится к Балтийскому бассейновому округу, водохозяйственный участок реки — Водные объекты бассейна оз. Ладожское без рр. Волхов, Свирь и Сясь, речной подбассейн реки — Нева и реки бассейна Ладожского озера (без подбассейна Свирь и Волхов, российская часть бассейнов). Относится к речному бассейну реки Нева (включая бассейны рек Онежского и Ладожского озера).
Код объекта в государственном водном реестре — 01040300212102000011044.

## Галерея

Лёютёоя
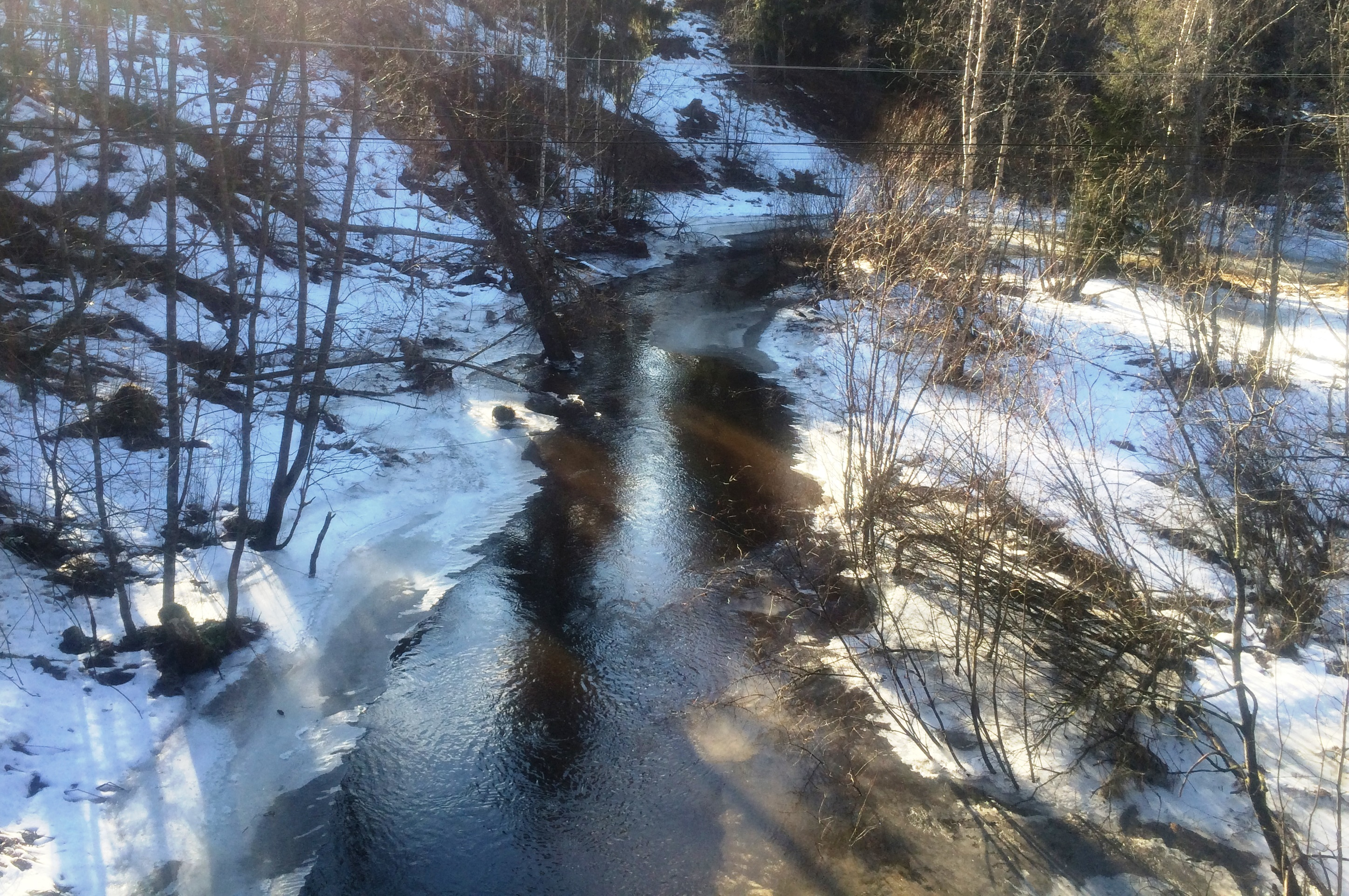
р. Лёютёоя вид с автомобильного моста в пос. Харлу.
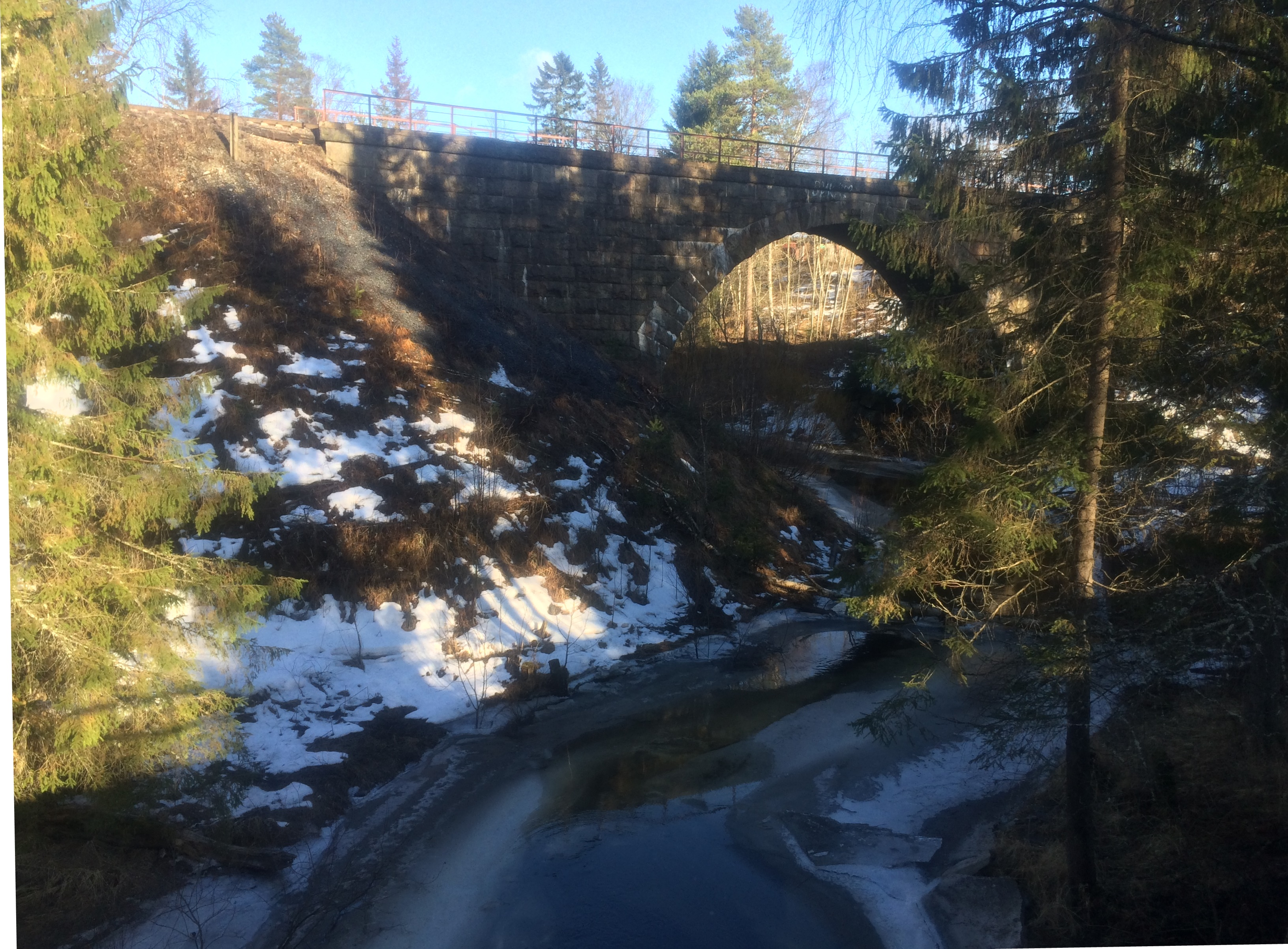
р. Лёютёоя вид с автомобильного моста в пос. Харлу.
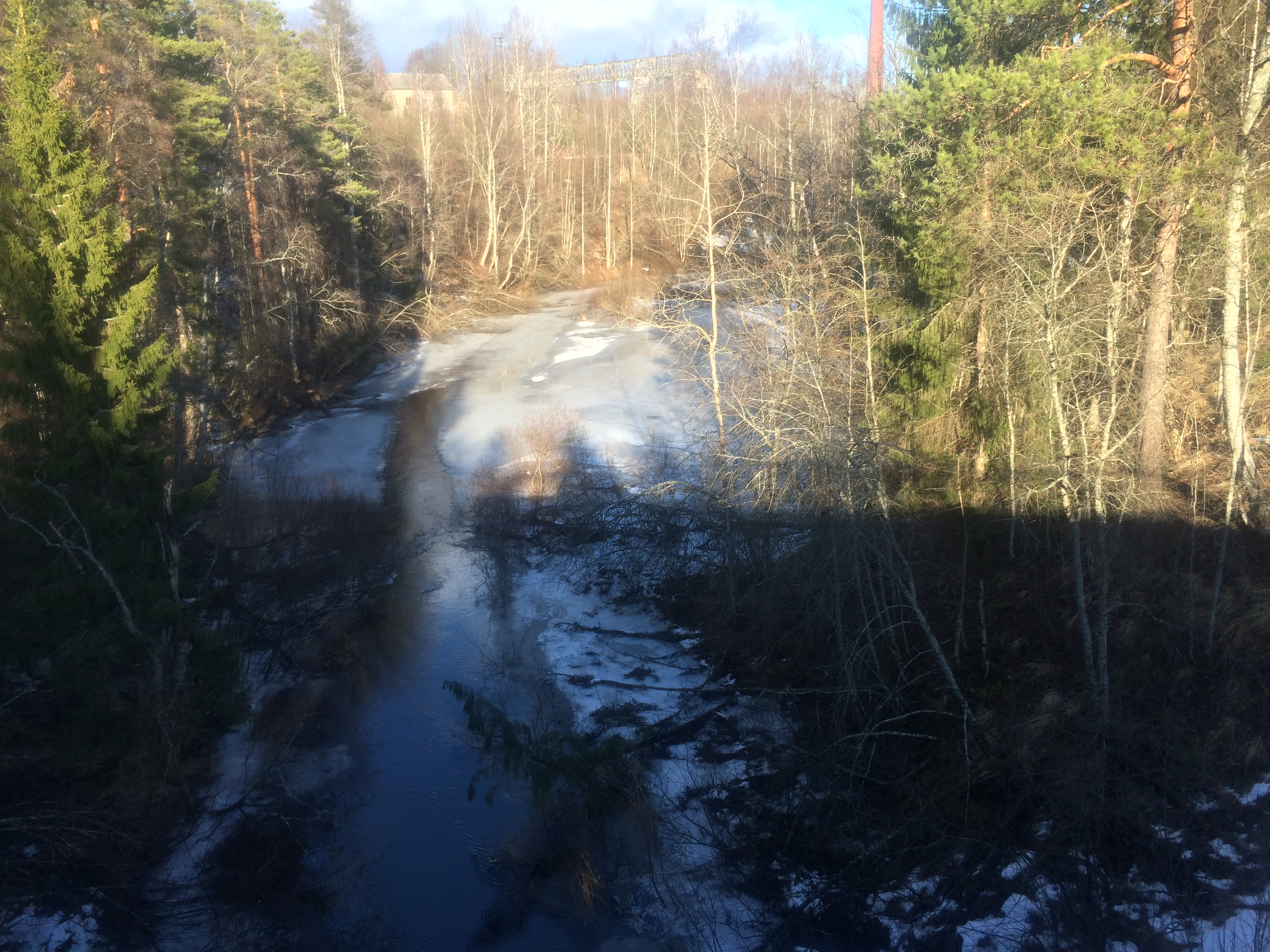
р. Лёютёоя вид с железнодорожного моста в пос. Харлу.